# Vince Powell
Vince Powell (właśc. Vincent Joseph Smith, ur. 6 sierpnia 1928 w Manchesterze - zm. 13 lutego 2009 w Guildford) – brytyjski scenarzysta telewizyjny, w latach 60. i 70. jeden z najpopularniejszych autorów sitcomów dla stacji komercyjnych działających w ramach systemu ITV.

## Biografia i twórczość
W młodości utrzymywał się z pracy w firmie krawieckiej swojego ojca, zaś wieczorami występował na amatorskiej scenie komediowej, odgrywając skecze wspólnie ze swoim przyjacielem Harrym Driverem. Przyjął wówczas pseudonim Vince Powell, którego używał przez całe swoje zawodowe życie. Szerszą popularność Powell i Driver zdobyli za sprawą radiowego talent show What Makes A Star?, który wygrali. Wiele lat później przyznali, iż sami przyczynili się do tego sukcesu w nie do końca uczciwy sposób, gdyż, korzystając z głosowania pocztowego, wysłali 250 kartek pocztowych na samych siebie. Ich karierę estradową przerwała osobista tragedia Drivera, który w 1955 zapadł na chorobę Heinego-Medina. Po 18 miesiącach intensywnego leczenia opuścił szpital, ale do końca życia był zmuszony poruszać się na wózku inwalidzkim. Powell nie chciał zostawić przyjaciela i postanowił nadal pisać z nim teksty komediowe, ale już na potrzeby innych wykonawców.
W 1960 oddział BBC w Manchesterze zatrudnił ich jako współscenarzystów serialu Here's Harry, który odniósł duży sukces i pozwolił Powellowi i Driverowi utrzymywać się tylko z pisania. W 1961 trafili do zespołu scenariuszowego opery mydlanej Coronation Street. Powell postanowił wycofać się z tej produkcji po trzech latach, ale Driver pisywał do niej scenariusze, a nawet produkował niektóre odcinki, aż do końca swojego życia.

### Seriale
W latach 1965–1973 duet Powell & Driver napisał kolejnych jedenaście seriali komediowych dla ITV. Do ich ważniejszych dzieł należały:
- Pardon The Expression (1965-66) - spin-off Coronation Street, w przeciwieństwie do pierwowzoru mający jednak wyraźnie komediowy charakter. Gwiazdą serialu był Arthur Lowe.
- George and the Dragon (1966-68) - sitcom, w którym John Le Mesurier grał zamożnego wojskowego emeryta, zaś Sid James jego szofera.
- Feel the Width (1967-1971) - serial pełen humoru bazującego na stereotypach religijnych, którego bohaterami jest para wspólników prowadzących razem firmę krawiecką. Jeden jest Żydem, drugi katolikiem.
- For the Love of Ada (1970-71) - sitcom, którego motywem przewodnim jest romans pary emerytów.
- Nearest and Dearest (1968-1972) - serial komediowy o rodzeństwie wspólnie prowadzącym fabrykę przetworów.
- Bless This House (1971-1976) - klasyczny sitcom rozgrywający się wewnątrz rodziny, którego największą gwiazdą był Sid James.

W 1972 swoją premierę miał najbardziej znany z seriali Powella i Drivera, Love Thy Neighbour. Opowiadał on o trudnych relacjach białego Anglika i jego czarnego sąsiada, konserwatywnego imigranta z Karaibów. Był to pierwszy serial komediowy tak otwarcie mierzący się z problemem rasizmu brytyjskiego społeczeństwa, zwłaszcza klasy robotniczej. Często oskarżano go jednak, iż choć w założeniu ma wyśmiewać pogardę rasową, w istocie sprowadza ją do żartu i propaguje.
W 1973 Driver zmarł w wieku 42 lat. Powell pisał Love Thy Neighbour samodzielnie jeszcze przez trzy lata. Jego kolejnym projektem był serial Mind Your Language (1977-1979), również odnoszący się do kwestii napływu cudzoziemców do Wielkiej Brytanii, lecz tym razem w nieco szerszym ujęciu. Miejscem akcji był wieczorowy kurs angielskiego dla imigrantów, gdzie ścierały się narodowe cechy różnych nacji, ukazane zresztą w bardzo stereotypowy i przerysowany sposób. W 1979 władze London Weekend Television, która produkowała serial, uznały jego treść za nadmiernie niepoprawną politycznie i został on zamknięty mimo oglądalności dochodzącej do 18 mln widzów.

### Późniejsze życie
W latach 80. gwiazda Powella wyraźnie przygasła. Wciąż dużo pisywał, ale nie tworzył już własnych seriali, lecz raczej wymyślał kolejne odcinki produkcji, których koncepcja pochodziła od innych autorów. W takim charakterze pracował przy sitcomie Never the Twain, którego twórcą był Johnnie Mortimer, a także przy programach telewizyjnych, m.in. brytyjskiej wersji Randki w ciemno. Zmarł w lipcu 2009 w wieku 80 lat.